# Jordan Ladd

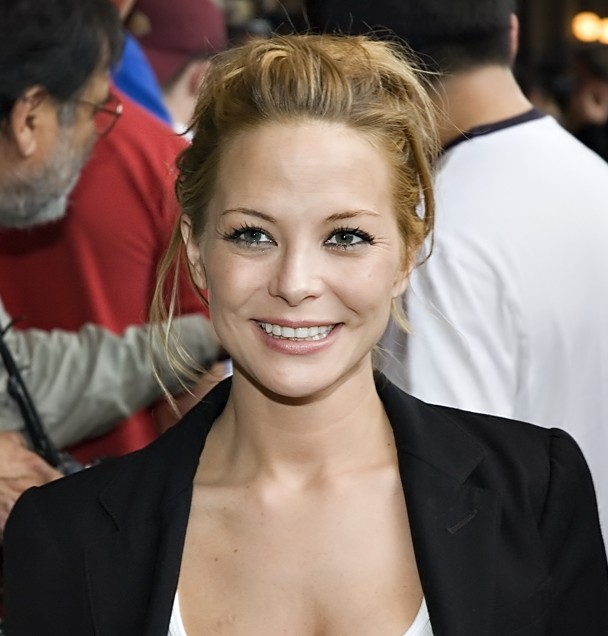
Jordan Ladd, 2007

Jordan Elizabeth Ladd (Los Angeles, 14 de janeiro de 1975) é uma atriz norte-americana, filha da atriz Cheryl Ladd, que ficou famosa como uma das Panteras, famosa série de TV dos anos70.

## Filmografia
- Grace (2009)
- Death Proof (2007)
- Hostel: Part II (2007)
- Inland Empire (2006)
- Waiting... (2005)
- Dog Gone Love (2004)
- Club Dread (2004)
- Madhouse (2004)
- Cabin Fever (2002)
- The Perfect You (2002)
- The Specials (2000)
- Never Been Kissed (1999)